# Міст Корейсько-Російської дружби
42°24′55″ пн. ш. 130°38′28″ сх. д. / 42.415277777778° пн. ш. 130.64111111111° сх. д.
Міст Корейсько-Російської дружби (кор. 조선-로씨야 우정의 다리) — єдиний міст через річку Туманган на кордоні Росії та КНДР. 
Розташований на південний захід від станції Хасан. 
За своїм призначенням є залізничним на лінії Хасан — Туманган — Раджин
.
У жовтні 2017 року російська телекомунікаційна компанія TransTelekom, донька ВАТ «РЖД», провела через міст у КНДР альтернативний оптико-волоконний канал Інтернету в КНДР. 
Міст побудований насамперед з метою експорту сировини (вугілля) до КНДР та КНР. Пропускна здатність мосту, як і всієї залізничної лінії, становить 5 млн тонн вантажів на рік.
Між коліями укладають дошки, що дають можливість проїзду автотранспорту за спеціальною схемою, але в першу чергу це залізничний міст 
Мостом прокладена суміщена колія, оскільки російська залізнична система використовує колію 1520 мм, тоді як північнокорейська система використовує 1435 мм. 
Міст обслуговується залізничною станцією Хасан на території Росії та станцією Туманган на північнокорейському боці річки.

## Історія
Російська імперія офіційно проголосила лівий берег річки Тумангану своєю територією у 1861 році, уточнивши на свою користь договір про нові кордони 1860 р. з Китаєм у Примор'ї. 
Проте в 1905 році Корея була анексована Японією. 
З метою освоєння природних ресурсів південного Примор'я та захисту його кордонів від японських інтервентів у 1938 році розпочалося будівництво залізничної лінії від станції Барановський до населеного пункту Краскіно завдовжки 190 км. 
Будівництво було завершено в 1941 році. 
Після закінчення Другої світової війни залізницю Барановський — Краскіно було продовжено до державного кордону з КНДР і її загальна довжина склала 238 км. 
Кінцевим пунктом лінії стала станція Хасан. 
Станція Хасан була відкрита для роботи 28 вересня 1951 року. 
Вона недовго залишалася тупиковою: через річку Туманган, фарватером якої проходить державний кордон, був побудований тимчасовий дерев'яний міст, і вже в 1952 році до Кореї попрямували перші робочі поїзди. 
Тимчасовий дерев'яний міст не забезпечував перевезення зростаючого вантажопотоку, тому в 1959 році спільними зусиллями будівельників обох країн був побудований міст з металевими прогоновими будівлями на кам'яних підмурівках, що отримав назву «Міст Дружби». 
Введений в експлуатацію 9 серпня 1959 року.

## Сучасне використання
До 2011 ширококолійна залізниця прямувала тільки до станції Туманган, де розташовується пункт перестановки колісних пар
. 
2011 року ширококолійну дистанцію Хасан — Наджин було відновлено, лінією пройшов пробний поїзд. 
.. 
Мостом проходить оборот пасажирських поїздів № 7/8 сполученням Пхеньян  - Туманган і 651/652 Уссурійськ  - Туманган. 
У складі цих поїздів курсує безпересадковий вагон Корейських державних залізниць сполученням «Москва  — Пхеньян», що перечіплюється в Тумангані між цими поїздами, а також два безпересадкові вагони Російських залізниць «Москва — Туманган». 
Пасажири поїзда 651/652 проходять митний контроль станції Туманган. 
.
Пропускна спроможність мосту, як і всієї лінії, становить 5 млн тонн/рік, за підсумками 2015 р. він був завантажений менш ніж на 30%. 
Через залізничний міст «Дружба» Російська Федерація експортує вугілля до КНР через північнокорейський порт Раджин 
.